# SketchUp
SketchUp — програма для моделювання відносно простих тривимірних об'єктів — будівель, меблів, інтер'єру. В травні 2006 року була придбана компанією Google разом з невеликою фірмою @Last Software. В квітні 2012 року Google продав SketchUp компанії Trimble Navigation за 90 млн доларів.
Існує дві версії програми — безкоштовна, обмежена по функціоналу (перш за все відносно експортування в інші формати), та платна (SketchUp Pro, $590). Тепер замість SketchUp для створення 3D-моделей будівель на картах Google пропонує онлайн-інструмент «Архітектор»[недоступне посилання з червня 2019]

## Опис програми

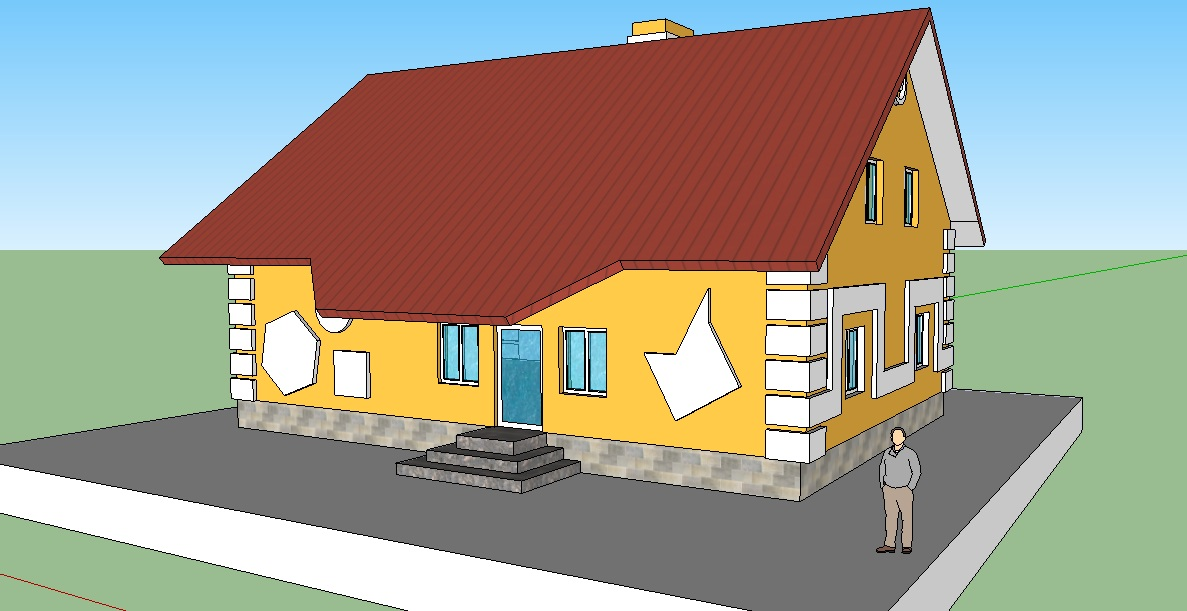
3D-модель будинку виконана у SketchUp.

У порівнянні з багатьма іншими популярними пакетами, цей володіє рядом особливостей, що позиціонуються її авторами як переваги.
Основна особливість — майже повна відсутність вікон попередніх налаштувань. Всі геометричні характеристики під час або зразу після закінчення дії інструменту задаються з клавіатури в поле Value Control Box (поле контролю параметрів), яке знаходиться в правому нижньому кутку робочої області, справа від напису Measurements (панель вимірів).
Ще одна ключова особливість — це інструмент Push/Pull («Тягни/Штовхай»), завдяки якому будь-яку площину можна «витягнути» в сторону, створивши по мірі її руху нові бокові стінки. Стверджується, що інструмент запатентований. Рухати площину можна в притик до наперед заданої кривої, для цього служить спеціальний інструмент Follow Me («Ведення»).
Відсутність підтримки карт зміщення пояснюється націленістю продукту на непрофесійну цільову аудиторію.
Також можна відмітити наступні можливості:
- Підтримка плагінів для експорту, візуалізації, створення фізичних ефектів (обертання, рух, взаємодія створених об'єктів між собою та ін.)
- Підтримка створення макросів на мові Ruby та виклику їх з меню. Макросами можна автоматизувати виконання одноманітних дій. Доступна функція завантаження та використання багатьох готових макросів, створеними іншими користувачами.
- Підтримка створення «компонентів» — елементів моделі, які можуть бути створені, а потім використані багато разів, а потім відредаговані — і зміни, зроблені в компоненті, відображаються у всіх місцях, де він використаний.
- Бібліотека компонентів (моделей), матеріалів та стилів робочої області, які можна поповнювати своїми елементами чи завантажувати готові через Інтернет.
- Інструмент для перегляду компонентів в розрізі та можливість додавати до моделі виноски з позначенням видимих розмірів в стилі креслень
- Можливість працювати з шарами
- Можливість створення динамічних об'єктів (наприклад: відкриття дверцят шафи при кліку вказівника миші)
- Можливість побудови перерізів об'єктів
- Можливість роботи зі сценами (сцена включає в себе положення камери та режим відрисовки), та анімувати переходи від сцени до сцени
- Підтримка створення моделі реальних предметів та будівель
  - Вказання реальних фізичних розмірів, в метрах чи дюймах
  - Режим перегляду моделі «від першого лиця», з управлінням як в відповідних 3D-іграх
  - Існує можливість встановлювати географічно достовірні тіні в відповідності з заданою широтою, довготою, часом доби та року.
  - Інтеграція з Google Earth
  - Можливість додавати в модель поверхню землі і регулювати її форму — ландшафт

Проекти SketchUp зберігаються в форматі *.skp. Також підтримується імпорт та експорт різних форматів двох-вимірної растрової та тривимірної графіки, зокрема: *.3ds, *.dwg, *.ddf; *.jpg, *.png, *.bmp, *.psd, *.obj.
Імпорт растрової графіки має декілька можливостей: вставка образу як окремого об'єкту, як текстури та як основи для відновлення тривимірного об'єкту за фотографією. Експорт в формат *.jpg здійснюється якості знімку з робочої області вікна застосунку.
Додатково встановлювані плагіни дозволяють експортувати в формати *.mxs, *.atl, *.dae, *.b3d та ін. Подальше редагування експортованого файлу в відповідних застосунках може здійснюватись без будь-яких обмежень.
Плагін V-Ray для SketchUp дозволяє візуалізувати тривимірні сцени.

### Використання SketchUp разом зGoogle Earth
Програма-ресурс Google Earth («віртуальний глобус») та спрощений 3D-редактор SketchUp являють собою складові компоненти єдиної родини програмних продуктів, так що користувач може легко переносити інформацію з одного пакету в іншій.
Так, зокрема, при моделюванні копій архітектурних споруд можна легко імпортувати аеро або супутникову фотографію потрібного будівлі, а також топографію місцевості з Google Earth, а потім «будувати» віртуальне будівлю-модель на фундаменті, яким буде супутникова фотографія будівлі-прототипу.
А для того, щоб побачити щойно створену в програмі SketchUp 3D-модель «у віртуальному житті» на рельєфі Google Earth, досить клацнути іконку на панелі інструментів. Для обміну інформацією між програмами достатньо, щоб обидві вони були встановлені на комп'ютері користувача.
З 1 жовтня 2013 року моделі, оснащені географічною прив'язкою, в Google Earth більше не публікуються.

## Можливі варіанти використання
- Ескізне моделювання в архітектурі
  - Моделювання існуючих будівель
  - Моделювання будівель, яких уже немає — віртуальна археологія[7]
- Дизайн інтер'єру
- Ландшафтний дизайн
- Дизайн зовнішньої реклами
- Дизайн рівнів (маппінг) під Source Engine[8]
- Моделювання виробів для друку на 3D-принтері[9]
- Інженерне проектування

## Безкоштовні колекції 3D-моделей для SketchUp (3D Warehouse)
Створивши в SketchUp модель архітектурної споруди чи будь-яких інших об'єктів, користувачі могли розміщувати свої творіння в загальнодоступних онлайн колекціях Google. Так, зокрема, підбірка колекцій «Города в разработке» містить декілька тисяч моделей реальних архітектурних будівель світу. Добре буде відмітити, що компанія Google приймала 3D-моделі тільки з вимогою, що вони текстуровані, та оснащені правильною географічною прив'язкою.